# Cultura della ceramica grigia dipinta

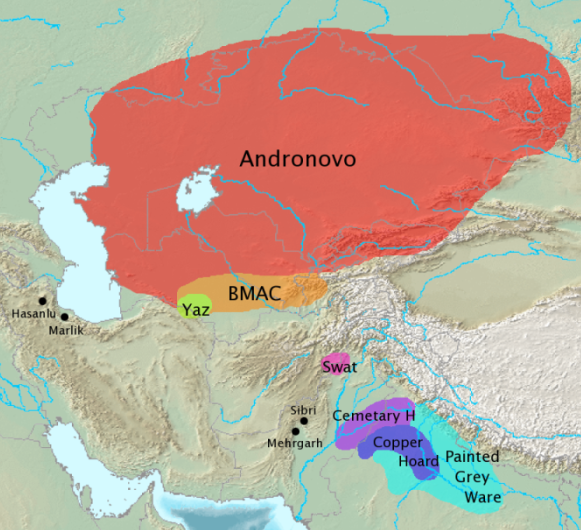
Culture associate alla migrazione indoariana. L'orizzonte culturale della cultura della ceramica grigia dipinta è evidenziato in azzurro.

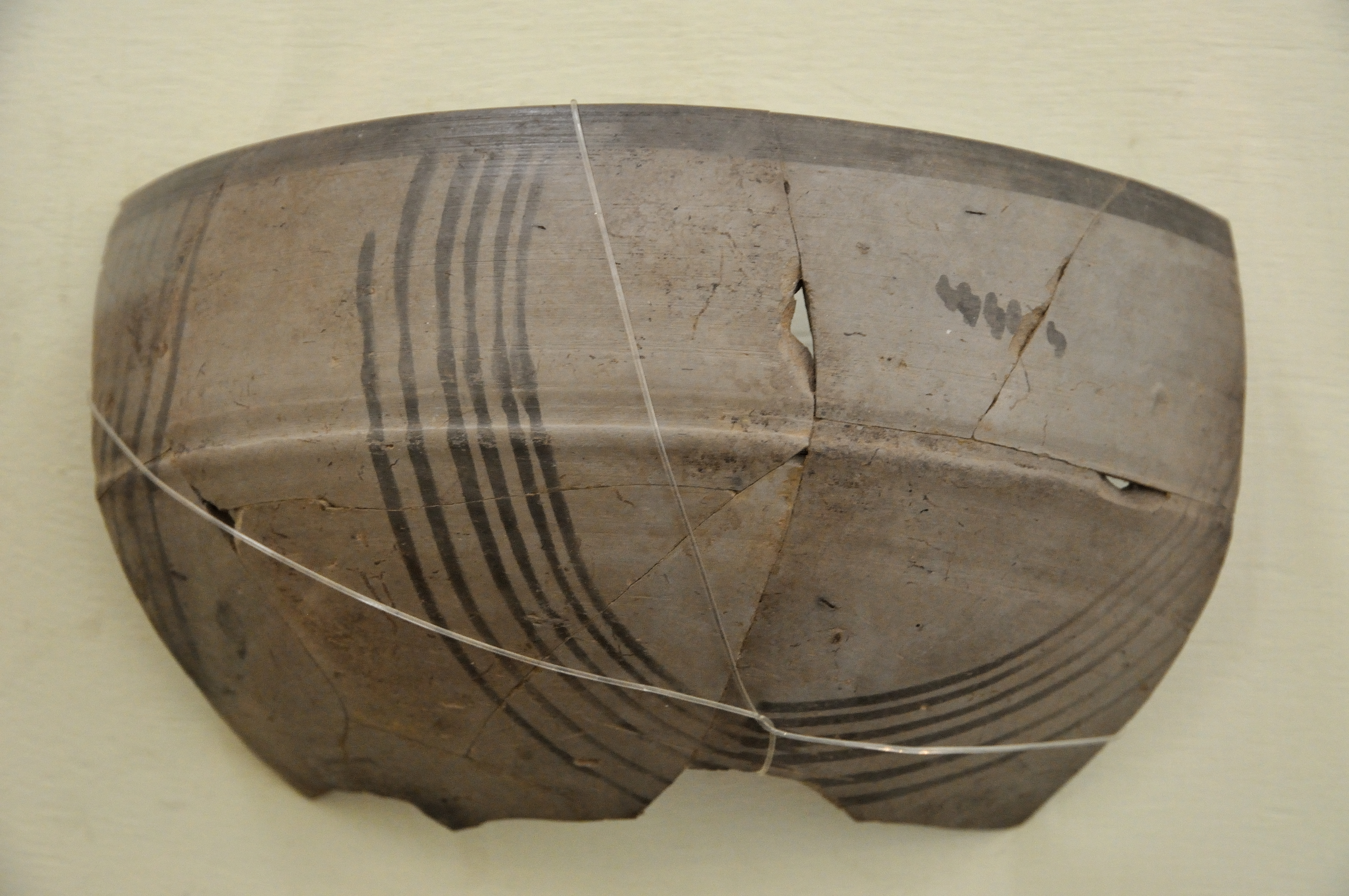
Ceramica

La cultura della ceramica grigia dipinta fu una cultura dell'età del ferro sviluppatasi nella pianura del Gange fra il 1200 e il 600 a.C.. Fu contemporanea e successiva alla cultura della ceramica nera e rossa, e probabilmente corrisponde all'ultima fase della civiltà vedica. Ad essa fece seguito la cultura della ceramica nera lucidata settentrionale.
Lo stile ceramico di questa cultura è differente da quello dell'altopiano iranico e dell'Afghanistan (Bryant 2001). In alcuni siti la ceramica grigia dipinta e quella tardo harappana sono contemporanei.
Secondo l'archeologo Jim Shaffer «al momento non ci sono indizi archeologici che permettano di dimostrare una discontinuità fra la cultura della ceramica grigia dipinta e le precedenti culture protostoriche indigene».